# Jhalu
Jhalu é uma cidade e uma nagar panchayat no distrito de Bijnor, no estado indiano de Uttar Pradesh.

## Geografia
Jhalu está localizada a 29° 21′ N, 78° 15′ L. Tem uma altitude média de 225 metros (738 pés).

## Demografia
Segundo o censo de 2001, Jhalu tinha uma população de 18,701 habitantes. Os indivíduos do sexo masculino constituem 52% da população e os do sexo feminino 48%. Jhalu tem uma taxa de literacia de 46%, inferior à média nacional de 59.5%: a literacia no sexo masculino é de 53% e no sexo feminino é de 38%. Em Jhalu, 19% da população está abaixo dos 6 anos de idade.